# Aurelian Chițu
Aurelian Ionuț Chițu est un footballeur international roumain né le 25 mars 1991 à Țăndărei. Pouvant évoluer au poste de milieu offensif ou d'ailier, il joue actuellement avec le Farul Constanța.

## Carrière
Aurelian Chițu fait ses débuts professionnels au FC Viitorul Constanța. Avec ce club roumain, il connaît des accessions successives, jusqu'à atteindre la première division. En 2012-2013, il est sacré meilleur espoir du championnat.
Le 21 juin 2013, il s'engage pour une durée de quatre saisons au Valenciennes FC, succédant ainsi à Gaël Danic, parti à l'Olympique Lyonnais. Cependant, le joueur ne parvient pas à s'imposer. Le 28 janvier 2014, il est prêté au club grec de PAS Giannina jusqu'à la fin de la saison 2013-2014.
De retour de prêt, Aurelian Chițu réintègre le groupe valenciennois à l'été 2014. Après plusieurs mauvaises prestations et les sifflets du public hennuyer, son contrat est résilié d'un commun accord le 19 août 2014.

## Statistiques
| Saison                | Club                  | Championnat           | Championnat | Championnat | Coupe nationale | Coupe nationale | Coupe de la Ligue | Coupe de la Ligue | Total | Total |
| Saison                | Club                  | Division              | M.          | B.          | M.              | B.              | M.                | B.                | M.    | B.    |
| 2009-2010             | FC Viitorul Constanța | Liga III              | 28          | 19          | -               | -               | -                 | -                 | 28    | 19    |
| 2010-2011             | FC Viitorul Constanța | Liga II               | 23          | 3           | 1               | 0               | -                 | -                 | 24    | 3     |
| 2011-2012             | FC Viitorul Constanța | Liga II               | 25          | 8           | 1               | 0               | -                 | -                 | 26    | 8     |
| 2012-2013             | FC Viitorul Constanța | Liga I                | 33          | 8           | -               | -               | -                 | -                 | 33    | 8     |
| 2013-jan. 2014        | Valenciennes FC       | Ligue 1               | 7           | 0           | -               | -               | -                 | -                 | 7     | 0     |
| jan.- juin 2014       | PAS Giannina (prêt)   | Superleague           | 3           | 1           | -               | -               | -                 | -                 | 3     | 1     |
| août 2014             | Valenciennes FC       | Ligue 2               | -           | -           | -               | -               | 1                 | 0                 | 1     | 0     |
| 2014-2015             | AFC Astra Giurgiu     | Liga I                | 16          | 1           | -               | -               | -                 | -                 | 16    | 1     |
| 2015-2016             | FC Viitorul Constanța | Liga I                | -           | -           | -               | -               | -                 | -                 | 0     | 0     |
| 2016-2017             | FC Viitorul Constanța | Liga I                | -           | -           | -               | -               | -                 | -                 | 0     | 0     |
| 2017-2018             | FC Viitorul Constanța | Liga I                | -           | -           | -               | -               | -                 | -                 | 0     | 0     |
| 2018                  | Daejeon Citizen       | K League 2 2018       | 12          | 4           | -               | -               | -                 | -                 | 12    | 4     |
| Total sur la carrière | Total sur la carrière | Total sur la carrière | 249         | 64          | 2               | 0               | 1                 | 0                 | 252   | 64    |

## Palmarès

### En club
Viitorul Constanța
- Champion de Roumanie en 2017.
- Finaliste de la Supercoupe de Roumanie en 2017.

### Distinctions personnelles
- Meilleur espoir de l'année Digi Sport du championnat de Roumanie lors de la saison 2012-2013[7]